# Ílion

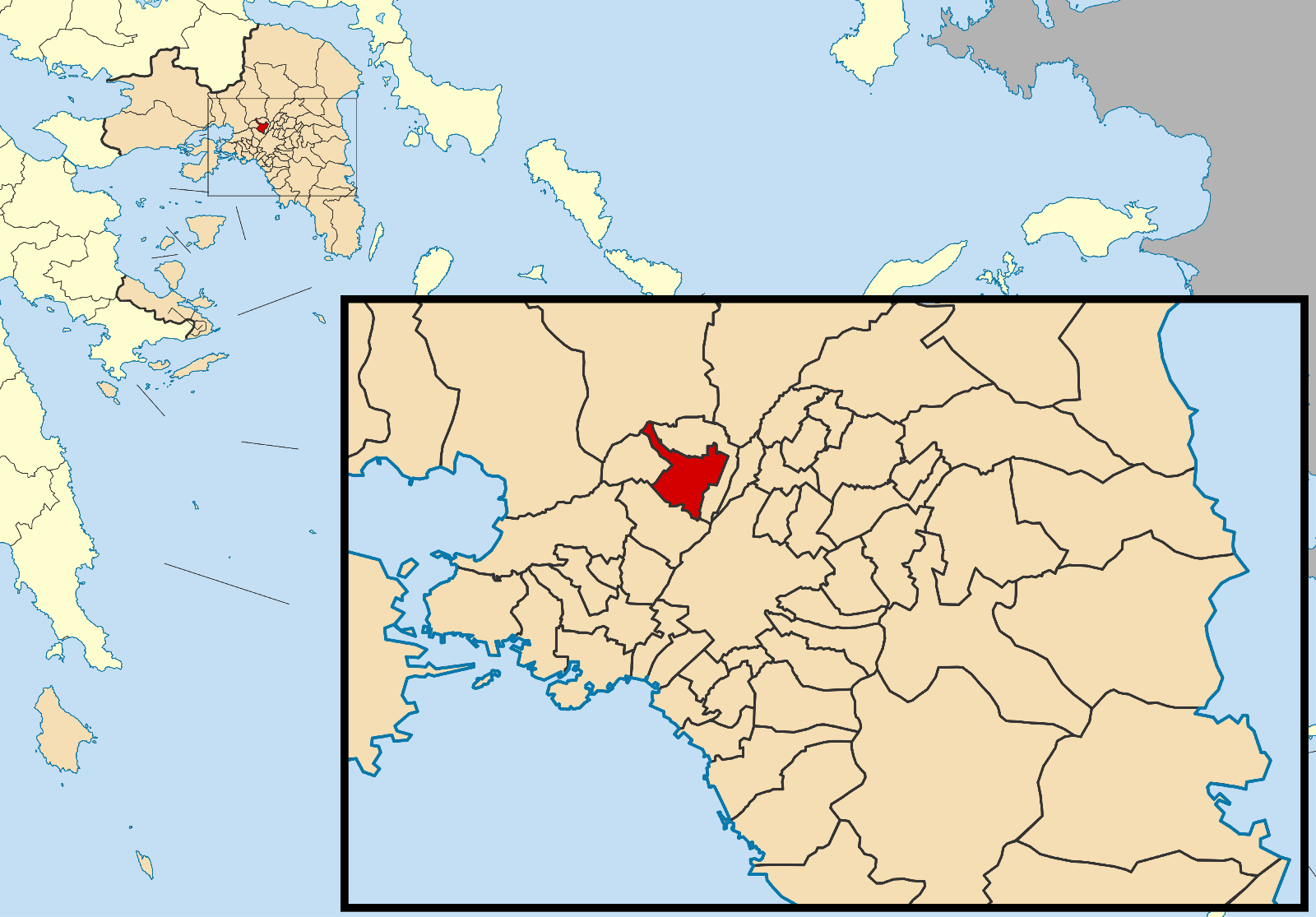
Pozíció Attika térképén

Ílion, korábbi nevén Nea Liossia görög város, Athén északnyugati elővárosa. Erdős, sziklás vidéken fekszik.
Lakói bányászatból éltek az 1960-as években és a 20. század végén. Legelői jelentősek.

## Lakosság évtizedekre bontva
| Év   | Népesség |
| ---- | -------- |
| 1951 | 5460     |
| 1961 | 31810    |
| 1971 | 56127    |
| 1981 | 72427    |
| 1991 | 78326    |
| 2001 | 80859    |
| 2011 | 84793    |

## Külső hivatkozások
- Ílion mapquest térkép
- 1999-es athéni földrengés
- Municipality of Ílion
- Nea Liosiától Ílion felé